# 가톨릭대학교 서울성모병원
가톨릭대학교 서울성모병원(가톨릭大學校서울聖母病院, The Catholic University of Korea Seoul St. Mary's Hospital)은 서울특별시 서초구 반포대로 222(반포동)에 위치한 병원이다. 별관 앞에 국립중앙도서관이 위치하고 있기도 하다.
1980년 5월 3일 강남성모병원으로 개원하여 강남지역의 중요한 의료서비스를 담당하고 있다. 2009년 3월 23일 가톨릭대학교 서울성모병원으로 이전 개원했다.국민보건과 의료복지 향상을 설립 목적으로 삼고 있다.
병원 단지 내에는 가톨릭대학교 의과대학, 간호대학, 의과대학원 등 교육기관이 함께 자리하고 있으며 가톨릭중앙의료원, 의과학연구원 그리고 산학연구센터가 함께 있다.

## 연혁
- 1980년 강남성모병원으로 개원
- 2009년 가톨릭대학교 서울성모병원으로 개원

## 사진

의과대학 및 간호대학 강의동
야간의 병동 전경

## 같이 보기
- 가톨릭대학교 성빈센트병원
- 대한민국의 병원 목록
- 대한민국의 의료